# UAE Cup
Der UAE Cup ist ein Straßenradrennen in den Vereinigten Arabischen Emiraten. Dieses Radrennen wird rund um Sharjah mit einer Länge von etwa 140 km ausgetragen.
Im Jahr 2015 wurde erstmals veranstaltet. Bei den bisherigen Austragungen fand dieses Eintagesrennen immer einen Tag nach Ende der Sharjah International Cycling Tour statt. Das Radrennen gehört zur UCI Asia Tour und war bei der Erstaustragung in der Kategorie 1.2 eingestuft. Im anschließenden Jahr gab es die Hochstufung in die Kategorie 1.1.

## Sieger
| Jahr | Sieger         | Zweiter        | Dritter           |
| ---- | -------------- | -------------- | ----------------- |
| 2015 | Maher Hasnaoui | Soufiane Haddi | Essaïd Abelouache |
| 2016 | Sjarhej Papok  | Andrea Palini  | Jon Aberasturi    |